# Nova Tradição Kadampa
A Tradição Nova Kadampa (NKT) é uma organização internacional de budismo moderno, fundada em 1991, na Inglaterra, pelo Venerável Geshe Kelsang Gyatso Rinpoche. Em 2003, as palavras "União Budista Kadampa Internacional" (UBKI) foram adicionadas ao nome, tornando seu nome oficial completo Nova Tradição Kadampa - União Budista Kadampa Internacional (NTK-UBKI).  
O Budismo Kadampa é uma escola budista mahayana, fundada pelo grande mestre budista indiano Atisha (982-1054). Os seguidores dessa vertente do budismo são conhecidos como “Kadampa”. “Ka” significa “palavra” e refere-se aos ensinamentos de Buda e “dam” se refere às instruções especiais fornecidas por Atisha, o Lamrim, ou “As etapas do caminho à iluminação”.   

## Os Grandes Mestres Kadampa
Após Atisha, a linhagem kadampa foi trasmitida por uma sucessão de grandes mestres kadampas que incluem Dromtonpa, Geshe Potowa, Geshe Sharawa e Geshe Chekawa.
Os grandes mestres kadampa tornaram-se famosos, não só por sua erudição, mas por serem praticantes espirituais de imensa pureza e sinceridade.
Eles davam uma importância particular a prática do treino da mente (lojong) graças as quais todas as experiências da vida diária e, em particular, todos nossos sofrimentos e dificuldades, podem ser transformadas em caminho espiritual.

## Os Novos Kadampa
A linhagem kadampa foi transmitida de geração à geração até o século 14 quando chegou o grande mestre budista Je Tsonkhapa. Je Tsongkhapa tornou os ensinamentos do Darma Kadam mais claros e facilmente acessíveis para as pessoas daquela época - ele mostrou em particular a maneira de combinar o lamrim e o lojong e o mahamudra tantra em uma só prática diária. Assim como a união do estudo e da prática foi a tônica dos primeiros kadampa, a união do sutra e do tantra tornou-se a tônica dos discípulos de Je Tsongkhapa, conhecidos sob o nome de novos kadampa.

## O Budismo Kadampa no mundo moderno
Após Je Tsongkhapa, a nova linhagem kadampa floresceu por centenas de anos até os dias de hoje. Devido às atividades e à dedicação do renomado mestre budista, Venerável Geshe Kelsang Gyatso, o budismo kadampa está se espalhando por muitos países nos últimos anos.
Fundando a Nova Tradição Kadampa, a União Budista Kadampa Internacional, Geshe Kelsang Gyatso criou uma verdadeira estrutura global para preservar e promover o Budismo Kadampa por muitas gerações futuras.

## Venerável Geshe Kelsang Gyatso
O Venerável Geshe Kelsang Gyatso é um mestre de meditação plenamente realizado e um professor de budismo de renome internacional. Geshe-la, como é afetuosamente chamado por seus alunos, foi inicialmente responsável pelo reflorescimento do Budismo Kadampa em nossa época.
Desde oito anos de idade, Geshe-la estudou em importantes universidades monásticas do Tibete e recebeu o título de ‘Geshe’, que significa literalmente ‘amigo espiritual’. Sob a orientação do seu Guia Espiritual, Trijang Rinpoche, ele então passou os próximos 18 anos em retiros de meditação nos Himalaias.
Em 1977, ele aceitou um convite para ensinar no Centro de Meditação Kadampa Manjushri na Inglaterra, onde passou a viver e a dar ensinamentos e orientações a um grupo crescente de discípulos. Anualmente, Geshe-la dá ensinamentos e iniciações nos Festivais Kadampa Internacionais, que são freqüentados por milhares de pessoas de todos os lugares do mundo.
Ele publicou uma série notável de livros sobre budismo e meditação, desde livros introdutórios básicos até avançados textos filosóficos e manuais de meditação, publicados pela editora Kadampa Tharpa. Geshe-la estabeleceu três notáveis programas de estudo e 1100 centros e grupos em todo o mundo, treinou centenas de professores qualificados e uma crescente comunidade ordenada, e criou um projeto para construir Templos Budistas nas maiores cidades do mundo, o Projeto Internacional de Templos.
Em seus ensinamentos, Geshe Kelsang enfatiza a importância da meditação e de sua aplicação na vida diária, a necessidade de ser verdadeiramente feliz e como cultivar um bom coração para ajudar os outros – e ele demonstra essas qualidades perfeitamente na sua própria vida.